# 多布羅蒂夫
48°32′49″N 24°41′52″E / 48.54694°N 24.69778°E
多布羅蒂夫（羅馬化：Dobrotiv）是烏克蘭的村落，位於該國西部伊萬諾-弗蘭科夫斯克州，由納德沃爾納亞區負責管轄，處於普魯特河畔，始建於1460年，面積23.1平方公里，2001年人口1,968。